# Jagdgeschwader 27
Jagdgeschwader 27 var ett tyskt jaktförband inom Luftwaffe under andra världskriget. Förbandet upprättades den 1 oktober 1939. 
Förbandet deltog i fälttåget mot Frankrike som en del av VIII. Fliegerkorps. Över Meuse sköt man ner stora mängder franska och brittiska bombflygplan som försökte slå ut de tyska pontonbroarna, totalt kom man att tillskrivas 285 nedskjutna flygplan.

## Statistik
| Förband    | Nedskjutningar | Förluster |
| ---------- | -------------- | --------- |
| Stab JG 27 | 82             | 12        |
| I./JG 27   | 989            | 180       |
| II./JG 27  | 962            | 234       |
| III./JG 27 | 851            | 173       |
| IV./JG 27  | 258            | 126       |

## Befälhavare
Geschwaderkommodoren:
- Oberstleutnant Max Ibel   (1 oktober 1939 - 10 oktober 1940)
- Major Bernhard Woldenga   (10 oktober 1940 - 22 oktober 1940)
- Major Wolfgang Schellmann   (22 oktober 1940 - 21 juni 1941)
- Major Bernhard Woldenga   (21 juni 1941 - 10 juni 1942)
- Oberstleutnant Eduard Neumann   (10 juni 1942 - 22 april 1943)
- Oberstleutnant Gustav Rödel   (22 april 1943 - 29 december 1944)
- Major Ludwig Franzisket   (29 december 1944 - 8 maj 1945)